# فنگری
فنگری (به لاتین: Fengari) یک کوه در یونان است که در ساموثراکی واقع شده‌است. فنگری ۱٬۶۱۱ متر بالاتر از سطح دریا واقع شده‌است.